# Wreay
Wreay är en ort i civil parish St. Cuthbert Without i grevskapet Cumbria i England. Orten är belägen 8 km från Carlisle. Wreay var en civil parish 1866–1934 när det uppgick i St Cuthbert Without. Parish hade 131 invånare år 1931.